# 泫雅的X19
《泫雅的X19》（韓語：현아의 X-19）是韓國MBC電視台的綜藝節目，由泫雅出演。節目為展現泫雅除了性感之外的其他面貌，包含了清純、眼淚、感動等不同魅力以及準備個人新曲回歸的幕後故事等19種秘密話題。